# Torture
A Torture az amerikai Cannibal Corpse tizenkettedik nagylemeze, amely 2012. március 13-án jelent meg a Metal Blade Records kiadásában. Az album producere ezúttal is Erik Rutan volt, a felvételek pedig a Sonic Ranch és a Mana stúdiókban zajlottak. A megjelenése előtt Alex Webster basszusgitáros az elődeinél változatosabbnak ígérte az albumot, amelyben nagy szerepet játszott az is, hogy Rob Barrett és Pat O’Brien is aktívan részt vett a dalszerzésben. A Torture 31. helyre került a kanadai albumlistán, míg az Egyesült Államokban a 38. helyen nyitott, miután az első héten 9600 példányban kelt el. Az együttes pályafutása során ez volt az első alkalom, hogy egy albumuk bekerült az amerikai Top 40-be.

## Számlista
|     | Cím                                                   | Szerző(k)                      | Hossz |
| --- | ----------------------------------------------------- | ------------------------------ | ----- |
| 1.  | Demented Aggression                                   | Pat O’Brien, Paul Mazurkiewicz | 3:14  |
| 2.  | Sarcophagic Frenzy                                    | Rob Barrett                    | 3:42  |
| 3.  | Scourge of Iron                                       | Alex Webster                   | 4:44  |
| 4.  | Encased in Concrete                                   | Barrett, Mazurkiewicz          | 3:13  |
| 5.  | As Deep as the Knife Will Go                          | O'Brien, Mazurkiewicz          | 3:25  |
| 6.  | Intestinal Crank                                      | Webster                        | 3:54  |
| 7.  | Followed Home Then Killed                             | O'Brien, Mazurkiewicz          | 3:36  |
| 8.  | The Strangulation Chair                               | Webster                        | 4:09  |
| 9.  | Caged...Contorted                                     | Barrett                        | 3:53  |
| 10. | Crucifier Avenged                                     | Webster                        | 3:46  |
| 11. | Rabid                                                 | Webster                        | 3:04  |
| 12. | Torn Through                                          | O'Brien, Mazurkiewicz          | 3:11  |
| 13. | Make Them Suffer (élő) (Japán kiadás bónusz dala)     | O'Brien, Mazurkiewicz          | 3:06  |
| 14. | Evisceration Plague (élő) (Japán kiadás bónusz dala)  | Webster                        | 4:32  |
| 15. | Death Walking Terror (élő) (Német kiadás bónusz dala) | Webster                        | 3:34  |
| 16. | Make Them Suffer (élő) (Német kiadás bónusz dala)     | Mazurkiewicz, O’Brien          | 3:08  |
| 17. | Disfigured (élő) (Német kiadás bónusz dala)           | Fisher, Webster                | 3:29  |

## Zenészek
- George „Corpsegrinder” Fisher – ének
- Pat O’Brien – gitár
- Rob Barrett – gitár
- Alex Webster – basszusgitár
- Paul Mazurkiewicz – dob